# Videosignal
Videosignal je signal koji sadržava informacije o slici i sinkronizaciji slike. Informacije o slici (nivo bijeloga – luminantni signal i nivo boje – krominantni signal) sadržane su između dvaju horizontalnih sinkro signala. Karakteristične su razine u videosignalu referentno bijelo i referentno crno. Referentno bijelo dogovorena je razina akromatskoga signala, a odgovara maksimalnoj količini svjetla pri kojoj reproduktor ima normalan raspon radne karakteristike. Referentno crno razina je akromatskoga signala koja ne sadržava signal luminancije i iznosi 0 V. Analogni videosignal može biti komponentni i kompozitni. Komponentni videosignal čine dvije ili više komponenti. Y/C signal, čine dvije komponente, Y (luminanca) i C (Chroma-boja), prenosi se dvokanalno i može se snimati na S-VHS magnetoskopu. Priključak za Y/C signal naziva se S video. YUV signal čine tri komponente, Y (luminanca), U (EB – EY razlika između signala plavoga primara B i luminantnoga signala Y) i V (ER – EY razlika između signala crvenoga primara R i luminantnoga signala Y). U američkom TV sustavu sličan je signal YIQ. RGB signal jest komponentni signal koji se također sastoji od tri komponente – signala primara boja R (crvena), G (zelena) i B (plava). Mnogi televizori, osobito u Europi, rabe RGB ulaze preko TV priključka, a u proizvodnji sadržaja za prikaz komponentnoga signala koriste se komponentni monitori.